# Ufficio idrografico e mareografico regionale del Lazio
L'Ufficio Idrografico e Mareografico del Lazio è il servizio idrologico, mareografico e meteorologico di riferimento per la regione Lazio con sede a Roma. All'ente sono stati attribuiti i compiti e le funzioni precedentemente svolte dal Compartimento di Roma del Servizio Idrografico Italiano, entro le cui competenze rientrava gran parte del territorio regionale laziale. Dal 2004 svolge anche la funzione e le responsabilità del Centro Funzionale Regionale, la cui sala operativa si trova a Roma in via Mozambano n. 10.
Il Centro Funzionale Regionale raccoglie tutti i dati registrati in tempo reale nell'intero territorio regionale e in alcune aree extraregionali che rientrano in comuni bacini idrografici, relativamente alla termometria, alla pluviometria e all'idrometria, oltre ad analizzare costantemente le immagini dei satelliti e del radar meteorologico. Le finalità al riguardo sono di supporto alle decisioni delle autorità competenti per la gestione di eventuali allerte o emergenze sul territorio regionale. Oltre al servizio di monitoraggio, il Centro Funzionale Regionale svolge anche il servizio di previsioni meteorologiche e l'analisi degli eventuali effetti attesi sulla base dei fenomeni meteorologici previsti.
Il territorio regionale è stato convenzionalmente suddiviso in 7 zone di allerta:
- Bacini costieri Nord: includono gran parte della provincia di Viterbo e il settore costiero e sublitoraneo nord-occidentale della città metropolitana di Roma.
- Bacini del Medio Tevere: includono parte della stessa città metropolitana di Roma delle province di Viterbo e di Rieti afferenti a livello idrografico al corso del fiume Tevere.
- Appennino di Rieti: include gran parte della provincia di Rieti.
- Roma: include l'area metropolitana di Roma e le zone attorno alla capitale.
- Aniene: include la parte della città metropolitana di Roma interessata dal bacino idrografico del fiume Aniene.
- Bacini Costieri Sud: comprende la parte centro-meridionale della città metropolitana di Roma e la provincia di Latina.
- Bacino del Liri: interessa la provincia di Frosinone e l'intero bacino idrografico del fiume Liri.

L'Ufficio Idrografico e Mareografico propriamente detto svolge le funzioni di validazione e di archiviazione dei dati rilevati dal Centro Funzionale Regionale per svolgere studi climatici e idrologici. A livello tecnico, provvede anche alla gestione e alla manutenzione della rete di stazioni idrometeorologiche, oltre alla progettazione della relativa implementazione.